# 岩波剛
岩波 剛（いわなみ ごう、1930年（昭和5年）3月26日 - 2023年（令和5年）10月15日）は、昭和・平成期の演劇評論家・編集者。

## 概要
東京大学文学部卒業。新潮社に編集者として勤務しつつ、外部媒体に演劇評論を執筆。
2023年10月15日、肺炎のため東京都の自宅で死去。93歳没。

## 著書
- 『現代演劇の位相』深夜叢書社、1981年。

## その他

### ドキュメンタリー
- NHK特集「井伏鱒二の世界〜“荻窪風土記”から〜」（1983年10月14日、NHK）